# Urkabustaiz
Urkabustaiz (en castellà Urcabustaiz) és un municipi d'Àlaba, de la Quadrilla de Zuia. Limita al nord amb Zuia i Amurrio, al sud amb Kuartango, a l'est amb Zuia i a l'oest amb Amurrio i l'exclavament biscaí d'Orduña.

## Etimologia
El nom d'Urkabustaiz està format pels d'Urkaerria i Bustaiz, dues antigues comunitats que es van fusionar per a donar lloc a la germandat d'Urkabustaiz. Urkaerria comprenia els pobles situats més al nord que quedaven en el vessant cantàbric mentre que els de Bustaiz situats una mica més al sud, quedaven en el vessant mediterrani. Urcaerria es pot traduir com el país de la forca En 1995 es va canviar oficialment la forma tradicional del nom Urcabustaiz, per la de la Urkabustaiz que és el mateix però amb l'ortografia original de l'euskera.

## Geografia
El municipi forma un altiplà elevat amb altures poc excel·lents. Urcabustaiz està travessat per la divisòria d'aigües cantàbric-mediterrània. La part nord del municipi aboca les seves aigües al Cantàbric.

## Concejos
Formen el municipi 12 pobles dividits en 10 concejos: 
- Abezia
- Abornikano
- Beluntza
- Goiuri-Ondona
- Inoso
- Izarra
- Larrazketa
- Oiardo
- Untzaga-Apregindana
- Uzkiano